# Qapıçay
Qapıçay är ett vattendrag i Azerbajdzjan.   Det ligger i distriktet Qax Rayonu, i den nordvästra delen av landet, 290 km väster om huvudstaden Baku.
Trakten runt Qapıçay består till största delen av jordbruksmark. Runt Qapıçay är det ganska glesbefolkat, med 35 invånare per kvadratkilometer.